# خانه‌های شرکت نفت (شماره ۳۳۲۲)
منازل شرکت نفت (شماره ۳۳۲۲) مربوط به دوره پهلوی است و در آبادان، بوارده شمالی شماره ۳۳۲۲ واقع شده و این اثر در تاریخ ۱۷ اسفند ۱۳۸۱ با شمارهٔ ثبت ۷۹۴۹ به‌عنوان یکی از آثار ملی ایران به ثبت رسیده است.